# 圖爾普峰
47°03′05″N 12°21′46″E / 47.051391°N 12.362639°E

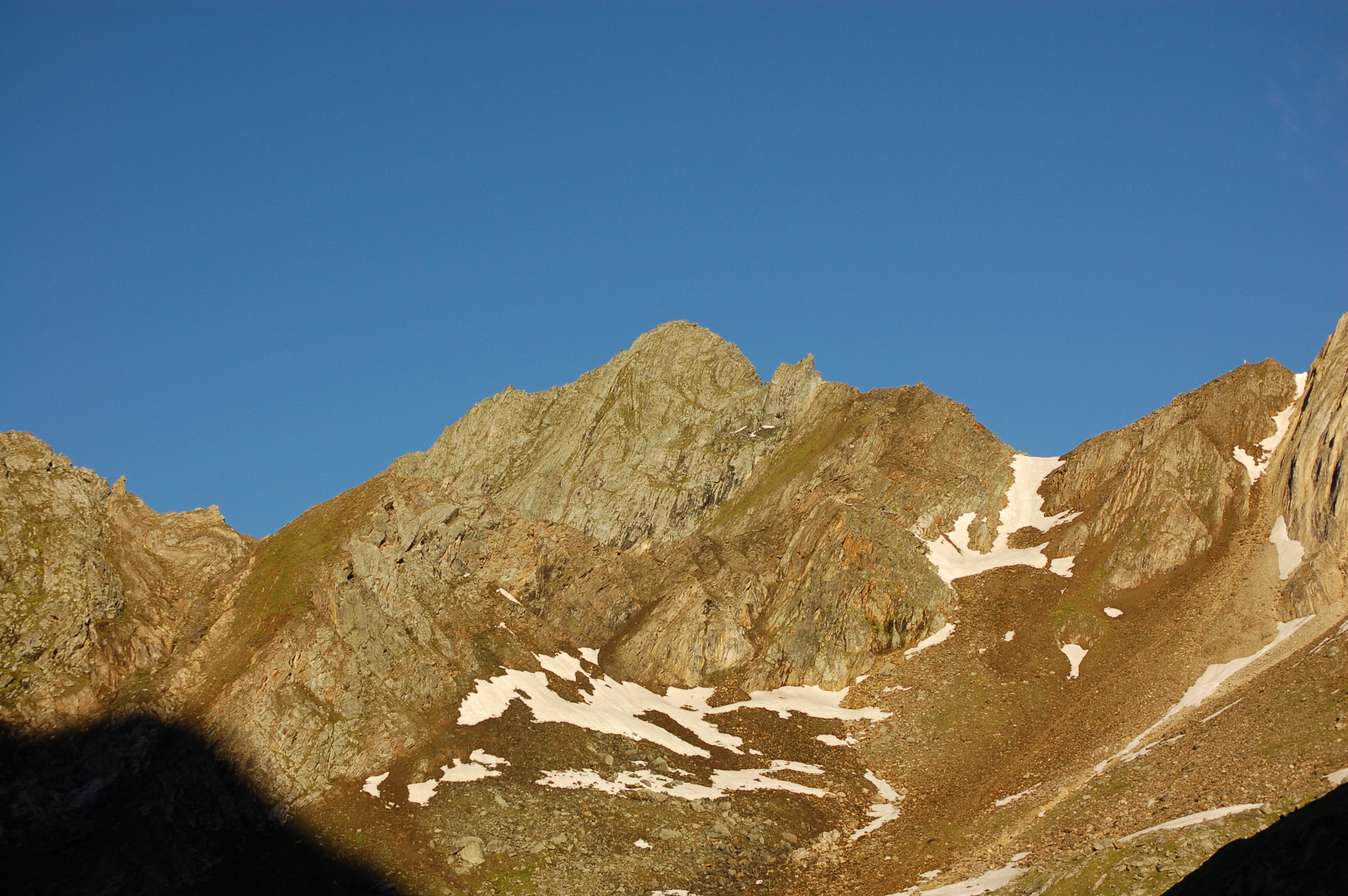

圖爾普峰（德語：Tulpspitze），是奧地利的山峰，位於該國西部，由蒂羅爾州負責管轄，屬於維內迪傑山脈的一部分，海拔高度3,054米，每年平均降雨量1,971毫米。